# 谷水信夫
谷水 信夫（たにみず のぶお、1912年6月24日 - 1971年11月8日）は、日本の実業家、競走馬生産者、馬主。
関西でゴルフ場を運営するタニミズ企画株式会社の創業者。サラブレッド競走馬のオーナーブリーダー（生産馬主）としても著名であり、北海道にカントリー牧場を創業してタニノムーティエなど数々の活躍馬を輩出した。

## 経歴
1912年、和歌山県に生まれる。後に大阪府へ移って町工場規模の鉄工所を営んだが、太平洋戦争中に大阪大空襲で工場を焼かれ、一時廃業を余儀なくされた。終戦後は京都府に移り、駄馬による運送業を営んで資力の立て直しを図った。後に新たな鉄工所「マルナカ製作所」を興し、当時人気のあったポン菓子の製造機を量産、関西で8割のシェアを獲得した。1948年より国営競馬の馬主資格を取得し、競走馬の所有を始める。最初の所有馬の名前は「ポンキ（ポン機）」というアラブ馬であった。
1950年に朝鮮戦争が勃発すると、谷水の工場も朝鮮特需を受けて好景気に沸き、これに伴って機械製作から業種転換が行われ、映画館、パチンコホール、旅館といった娯楽産業へ進出した。1950年代半ばにテレビの普及が始まると谷水は映画館を売却。1957年、東京で行われたゴルフのカナダカップ（現・ワールドカップ）において、日本代表チームが優勝したことでゴルフ場経営の意を強め、1959年にタニミズ企画を創業。1961年、滋賀県内で2番目のゴルフ場となる皇子山カントリークラブを開場した。
1963年、北海道静内町にカントリー牧場を創業し、競走馬の生産に着手する。初年度の生産馬からマーチスが皐月賞に優勝して八大競走制覇を達成すると、同年の東京優駿（日本ダービー）では生産所有馬のタニノハローモアが優勝し、ダービーオーナーとなった。以後調教師の戸山為夫らとの協力関係において、「谷水式ハードトレーニング」と呼ばれた従来にない厳しい調教育成法を展開。1970年にはタニノムーティエがクラシック二冠を制するなど日本競馬界において一時代を築いた。
しかし翌1971年11月8日、谷水は鍼灸院へ向かう途中で飲酒・無免許運転のライトバンにはねられ、同日夜に死去した。その死後、タニミズ企画とカントリー牧場は、いずれも長男の谷水雄三が経営を引き継いだ（尚、2012年1月、谷水雄三の健康上の理由により牧場経営の続行を断念することとなった）。

## エピソード
- 労働者の個性や人格、労働条件に無頓着だった。戸山が「労働者にも立場や人格がある。」と指摘すれば「そんな甘い事では成功しない」と言って激論になった。[4]
- 「アベベのような天才はザラにはいない。そのアベベにしても故国では走りに走ってあそこまでなった。円谷は練習に練習を重ねて、銅メダルを獲得した。ここに居る馬は、アベベではないが、円谷ぐらいの才能は持っている。鍛えれば必ず勝てる。ナ、そうやろ?」という持論を調教師である戸山だけでなく、その妻や厩務員にまでぶちまける事もあった。[4]

## 主な所有馬
※勝負服色は「黄、水色襷」。色弱であった谷水信夫が一番綺麗に見える配色の組み合わせで作られた。谷水生産ではない馬のみ列記。生産馬についてはカントリー牧場を参照のこと。
- タニノハローモア（本文記載済み）
- タニノムーティエ（本文記載済み）
- ライジングウイナー（1958年京都記念・春）
- トキノウイナー（1960年京都4歳特別）
- タニノライジング（1965年毎日杯）
- タニノソブリン（1969年函館3歳ステークス）